# Adam Małkowski
Adam Małkowski (ur. 29 grudnia 1869 w Węgrowie, zm. 4 grudnia 1938 w Woli Korytnickiej) – polski działacz ruchu ludowego, polityk partii PSL „Wyzwolenie”.
Pochodził z rodziny ziemiańskiej. Był dwunastym dzieckiem Jana Małkowskiego i Karoliny z Roguskich. Po ukończeniu gimnazjum w Siedlcach rozpoczął edukację na Uniwersytecie Warszawskim. Początkowo studiował prawo, a później medycynę. W 1894 roku za udział w manifestacjach niepodległościowych został aresztowany. Trafił na Pawiak, a następnie został zesłany do Wiatki. Po powrocie z wygnania kontynuował studia w Dorpacie.
Po uzyskaniu dyplomu lekarskiego przez pewien czas pracował w Warszawskim Pogotowiu Ratunkowym. W 1908 roku kierując się hasłami pozytywizmu porzucił dobrze zapowiadającą się praktykę w Warszawie i wyjechał na prowincję. Osiadł początkowo w Sadownem, a następnie zamieszkał w rodzinnym majątku w Woli Korytnickiej. Podjął się pracy wiejskiego lekarza. Związał się z ruchem ludowym. W okresie międzywojennym krytycznie nastawiony do endecji. Startował kilkakrotnie jako kandydat w wyborach do Sejmu i Senatu II RP. Był prezesem Polskiego Stronnictwa Ludowego „Wyzwolenie” na powiat węgrowski.

## Literatura
- Arkadiusz Kołodziejczyk, Waldemar Paruch (red.), Dzieje i przyszłość polskiego ruchu ludowego. Od zaborów do okupacji (1895–1945). Tom 1. Warszawa 2002. ISBN 83-205-4640-0
- Arkadiusz Kołodziejczyk, Małkowski Adam, w: Słownik biograficzny Południowego Podlasia i Wschodniego Mazowsza, tom I (pod redakcją Arkadiusza Kołodziejczyka przy współpracy Wiesława Charczuka i Dariusza Grzegorczuka), Siedlce 2009, s. 143–144